# Ugglebergets naturreservat
Uggleberget är ett naturreservat i Töreboda kommun i Västra Götalands län.
Området är skyddat sedan 1992 och är 17 hektar stort. Det är beläget 12 km nordost om Töreboda och består av en urskogsartad granskog. 
Inom reservatet växer höga och gamla granar. Där finns gott om död ved i form av torrträd och grova lågor vilket skapar goda förutsättningar för mossor och vedsvampar. Vissa träd är äldre än 200 år. Det förekommer även klibbal och tall. På ugglebergsmossen växer enstaka gamla tallar. I den östra delen finns lavrik hällmark med tallskog. Inom området förekommer ovanliga mossor och svampar bl.a. gränsticka. 
Området ingår i EU:s ekologiska nätverk av skyddade områden, Natura 2000. 